# Filmproduktion
Filmproduktion er processen ved at producere en film, fra en idé eller bestilling, gennem manuskriptskrivning, optagelse, redigering og til sidst distribution til et publikum. Typisk involverer det et stort antal mennesker og kan tage alt mellem et par måneder til flere år at afslutte. Filmproduktioner foregår overalt på jorden og varierer meget alt efter økonomiske, sociale og politiske baggrunde. De forskellige produktioner benytter derfor forskellige teknologier og teknikker til produktionen af film.

## Stadier af filmproduktion
Kronologien af en film er traditionelt inddelt i fem stadier:
- Idé-opståen. Filmmanuskriptet bliver skrevet og udformet i et brugbart blåtryk til en film.
- Pre-production (forproduktion). Forberedelser til optagelserne, heriblandt bliver rollebesætning og filmhold hyret, optagelsessteder valgt og filmkulisser bygget.
- Produktion. De ubearbejdede elementer til den endelige film bliver optaget.
- Post-production (efterproduktion). Filmen bliver redigeret.
- Salg og distribution.

## Fodnoter
1. ↑  Steiff, Josef (2005). The Complete Idiot's Guide to Independent Filmmaking. Alpha Books. s. 26-28.